# Yttermalung
Yttermalung är en småort i Malung-Sälens kommun. Orten förlorade 2010 sin status som tätort på grund av minskande befolkning.
Genom byn strömmar Västerdalälven och i närheten finns naturreservatet Eggarna.

## Befolkningsutveckling
| Befolkningsutvecklingen i Yttermalung 1960–2015                                              | Befolkningsutvecklingen i Yttermalung 1960–2015 | Befolkningsutvecklingen i Yttermalung 1960–2015 | Befolkningsutvecklingen i Yttermalung 1960–2015 | Befolkningsutvecklingen i Yttermalung 1960–2015 |
| -------------------------------------------------------------------------------------------- | ----------------------------------------------- | ----------------------------------------------- | ----------------------------------------------- | ----------------------------------------------- |
|                                                                                              |                                                 |                                                 |                                                 |                                                 |
| År                                                                                           |                                                 |                                                 | Folkmängd                                       | Areal (ha)                                      |
| 1960                                                                                         | 1960                                            |                                                 | 272                                             |                                                 |
| 1965                                                                                         | 1965                                            |                                                 | 294                                             |                                                 |
| 1970                                                                                         | 1970                                            |                                                 | 261                                             |                                                 |
| 1975                                                                                         | 1975                                            |                                                 | 242                                             |                                                 |
| 1980                                                                                         | 1980                                            |                                                 | 246                                             |                                                 |
| 1990                                                                                         | 1990                                            |                                                 | 222                                             | 77                                              |
| 1995                                                                                         | 1995                                            |                                                 | 238                                             | 77                                              |
| 2000                                                                                         | 2000                                            |                                                 | 228                                             | 77                                              |
| 2005                                                                                         | 2005                                            |                                                 | 216                                             | 77                                              |
| 2010                                                                                         | 2010                                            |                                                 | 193                                             | 77**                                            |
| 2010                                                                                         | 2010                                            |                                                 | 92                                              | 19#                                             |
| 2015                                                                                         | 2015                                            |                                                 | 185                                             | 84#                                             |
| Anm.: Upphörde som tätort 2010. ** Som upphörd tätort (mindre än 200 invånare) # Som småort. |                                                 |                                                 |                                                 |                                                 |

## Samhället
I Yttermalung finns Yttermalungs kapell och en skola.